# آناتول استرن
آناتول استرن (لهستانی: Anatol Stern؛ ‏ ۲۴ اکتبر ۱۸۹۹ – ۱۹ اکتبر ۱۹۶۸) فیلم‌نامه‌نویس، شاعر، نویسنده اهل لهستان بود. وی یکی از شاعران مطرح جنبش فوتوریسم لهستان مابین سال‌های ۱۹۲۱ تا ۱۹۲۳ میلادی بود. پیش از جنگ جهانی دوم او بیش از ۳۰ فیلم‌نامه برای فیلم‌های لهستانی و خارجی نگاشته بود. پس از تهاجم آلمان به لهستان، او به لویو رفت، اما در آنجا توسط نیروهای کمیساریای خلق در امور داخلی دستگیر و به گولاگ فرستاده شد.
از فیلم‌ها یا مجموعه‌های تلویزیونی که وی در آن‌ها نقش داشته‌است، می‌توان به جهنم، پروفسور ویلچور و پان تفاردوفسکی اشاره نمود.